# 豊田本町
豊田本町（とよたほんまち）は、富山県富山市の町名である。豊田地区センターが所在している。

## 概要
1丁目〜4丁目まで存在する。商業施設は富山県道172号八幡田稲荷線(産業道路)沿いに密集している。
国道8号や産業道路などの主要道路があり、自動車の交通の便が良いのが特長。

## 地理
豊田本町一帯は常願寺川の堆積物により、周囲に比べてやや標高が高い。
- 河川 がめ川

## 歴史
- 1889年（明治22年）4月1日 - 町村制施行に伴い上新川郡豊田村、城川原村、犬島村、米田村、水落村、下冨居村、粟島村、広田上野新村、広田牧村が合併し、豊田村が発足。
- 1940年（昭和15年）9月1日 - 豊田村が富山市に編入。
- 2009年（平成21年） - 富山市立豊田小学校が新築移転。

## 施設
- 富山市豊田地区センター
- 富山市立豊田小学校
- ジョイフルシマヤ豊田店
- 文苑堂TSUTAYA富山豊田店
- ユニクロ富山豊田店

## 名所

### 旧貨物短絡線跡
かつて富山貨物駅と城川原駅を結ぶ短絡線（複線）があり、その跡地に沿って比較的広い道路が敷かれている。

### 豊田遺跡
国道8号沿いにある遺跡で、古墳時代当時、豊田地区に豪族がいた証拠となっている。

## 交通
- 富山地方鉄道路線バス81、82、84系統のバス停の豊田口、豊田本町で下車。
- 富山地方鉄道富山港線の城川原駅から徒歩15分(1.0km)

## 参考出典
『富山県の地名』平凡社